# Variag
Variag (en rus: Варяг) és un poble de l'óblast d'Irkutsk, a Rússia, que el 2012 tenia 2 habitants.